# Чиллаго
Чиллаго (англ. Chillagoe) — город в северо-восточной части австралийского штата Квинсленд. Население города по оценкам на 2011 год составляло примерно 192 человека. Город находится в составе района Мариба, население которого — 21557 человек (2016 год).

## Топонимика
В 1888 году город был назван Чиллаго. Название взято из припева местной шанти: «Хики, Тики, Псайке, Крики, Чиллаго, Валабадори».

## История
В 1873 году Джеймс Венчер Маллиган исследовал этот район и подтвердил сообщения о богатых месторождениях меди на этой территории. Горный предприниматель Джон Моффат отправился в эти края в 1888 году и быстро монополизировал территорию. В 1900 году открылось первое почтовое отделение. В 1901 году от Марибы до города проложили линию железнодорожной и горнодобывающей компании Чиллаго, 27 октября 1910 года в Чиллаго открылся городской заповедник.
Первая городская библиотека открылась в 2002 году.
Государственная школа в Чиллаго открылась 1 апреля 1902 года. В 1995 году был основан национальный парк Чиллаго-Мунгана-Кейвс площадью 37 км².

## Население
| 1901 | 1911 | 1921 | 1933 | 1947 | 1966 | 1986 | 1991 | 2006 | 2011 |
| ---- | ---- | ---- | ---- | ---- | ---- | ---- | ---- | ---- | ---- |
| 723  | 1497 | 791  | 473  | 204  | 124  | 202  | 502  | 227  | 192  |